# Escatologia islâmica
A escatologia islâmica é o ramo dos estudos islâmicos que estuda o Yawm al-Qiyāmah (em árabe: يوم القيامة‎; "Dia da Ressurreição") ou o Yawm ad-Din (em árabe: يوم الدين; "Dia do Juízo Final"). Os muçulmanos acreditam que esse evento será a avaliação final da humanidade por Alá, com a aniquilação de toda a vida, ressurreição e julgamento.
Não é especificado quando ocorrerá tal evento, embora haja pequenos e grandes sinais  que foram profetizados acontecer com o Qiyamah no fim do mundo. Muitos versículos do Alcorão contêm o motivo da eminência do Dia da Ressurreição.
A 75ª Sura do Alcorão — “al-Qiyama” — tem como tema principal a ressurreição. A sua tribulação é também descrita no hadith e seus comentários de teólogos islâmicos como al-Ghazali, ibn Kathir, ibn Majah, al-Bukhari, e ibn Khuzaymah. O Dia do Julgamento é também conhecido como o Dia do Ajuste de Contas, o Último Dia e al-sā'ah ("a Hora").
O hadith descreve o fim do mundo com mais especificidade do que o Alcorão, descrevendo os eventos do al-Qiyamah através de doze sinais principais. No tempo do julgamento, reinará uma terrível corrupção e caos. O Mádi será enviado e com a ajuda de Isa(Jesus) combaterá Masih ad-Dajjal. Triunfarão, libertando o Islão da crueldade e seguir-se-â um tempo de serenidade com as pessoas a viverem de acordo com os valores religiosos.
Conforme vários hádices, Maomé declarou, "a  Hora Final não virá a menos que os Muçulmanos lutem contra os Judeus, e os Muçulmanos os matem até que os Judeus se escondam atrás de uma pedra ou uma árvore e dirá: Muçulmano, ou servo de Alá, há um judeu atrás de mim; venha e mate-o; mas a árvore Gharqad não o dirá, pois é a árvore dos Judeus."
Como outras religiões abraâmicas, o Islão professa a ressurreição dos mortos, a tribulação final e a divisão eterna entre os justos e os pecadores. A literatura apocalíptica que descreve o Armagedão é geralmente conhecida como fitna, malāhim ou ghaybah no Islão xiita. Os justos são recompensados com os prazeres de Jannah (Paraíso), enquanto os pecadores são torturados em Jahannam (Inferno).[carece de fontes?]